# Álvaro Rico
Álvaro Rico Ladera est un acteur espagnol, né le 13 août 1996 à La Puebla de Montalbán, en Espagne. Il est surtout connu pour son rôle de Polo dans la série Élite sur Netflix.

## Biographie

### Carrière
En 2011, Álvaro Rico a commencé sa carrière dans une adaptation théâtrale de La Célestine avant de faire ses débuts à la télévision en 2017 dans un épisode de Centro médico. Toujours en 2017, il interprète le rôle Nicolás dans la série Velvet Colección.
Fin 2017, il est annoncé au casting de la nouvelle série espagnole produite par Netflix, Élite, réalisée par Darío Madrona et Carlos Montero, où il joue avec Itzan Escamilla, Miguel Bernardeau, Jaime Lorente, Miguel Herrán et également avec Ester Expósito. En 2018 et 2019, il est à nouveau à l'affiche des saisons 2 et 3 de la série.
En 2020, il est annoncé au casting d'une future série produite par Amazon Prime, El Cid, aux côtés de Jaime Lorente, avec lequel il avait joué dans Élite lors des deux premières saisons.

### Vie privée
En 2018, lors du tournage de la première saison d'Élite, il se met en couple avec l'actrice Ester Expósito, qui interprète le rôle de Carla, la petite amie de Polo. En octobre 2019, Rico confirme leur rupture survenue courant juillet 2019.

## Filmographie

### Séries télévisées
- 2017 : Centro médico : Diego Bravo (1 épisode)
- 2017 : Velvet Colección : Nicolás (saison 1, épisodes 3, 7, 9 et 10)
- 2018 - 2020 : Élite : Leopoldo « Polo » Benavent Villada (rôle principal, 24 épisodes)
- 2020 : Relatos con-fin-a-dos : Teo (1 épisode)
- 2020-2021 : El Cid : Nuño Álvarez de Carazo (rôle principal, 10 épisodes)
- 2021 : La caza Tramuntana : Miquel Torres Bosch (saison 2, 7 épisodes)
- 2021 : Alba (es) : Jacobo Entrerríos (rôle principal, 13 épisodes)
- 2022-2023 : Sur l'autel de la famille : Marcos Almonacid (rôle principal, 13 épisodes)
- 2023 : Hasta el cielo : La série (es) : Fernán (rôle principal, 7 épisodes)
- 2025 : El jardinero : Elmer (rôle principal, 6 épisodes)

### Théâtre
- 2011 :  La Célestine

## Voix françaises
- Arnaud Laurent[7] dans (les séries télévisées) :
  - Élite
  - Sur l'autel de la famille

Et aussi
- Marc Arnaud dans Hasta el cielo : La série (es)[7] (série télévisée)
- Aurélien Raynal dans El jardinero[7] (série télévisée)